# Saint-Étienne-au-Temple
Saint-Étienne-au-Temple é uma comuna francesa na região administrativa do Grande Leste, no departamento de Marne. Estende-se por uma área de 11.94 km², e possui 817 habitantes, segundo o censo de 2018, com uma densidade de 68 hab/km².